# Ligne 12 du métro de Madrid
Pour les articles homonymes, voir Ligne 12.
La ligne 12 (en espagnol : Línea 12 del Metro de Madrid) est l'une des treize lignes du réseau du métro de Madrid, ouverte en 2003. Elle dessert cinq communes du sud de l'agglomération madrilène selon un trajet circulaire.

## Histoire
La ligne ouvre le 11 avril 2003, en même temps que le prolongement de la ligne 10 entre Colonia Jardín et Puerta del Sur, où elle se connecte à la ligne 12.
En décembre 2019, le département des Transports de la communauté de Madrid annonce la prolongement de la ligne 3 depuis Villaverde Alto jusqu'à El Casar, permettant une correspondance avec la ligne 12. Les travaux commencent le 8 février 2022 et doivent durent près de deux ans. L'extension de la ligne 3 est finalement inaugurée le 21 avril 2025, créant une deuxième correspondance entre la ligne 12 et le reste du réseau et permettant de rallier la Puerta del Sol en une demi-heure environ.

## Caractéristiques

### Ligne
Suivant un trajet circulaire, à l'image de la ligne 6, la ligne 12 dessert les cinq communes les plus peuplées du sud de Madrid : Alcorcón, Leganés, Getafe, Fuenlabrada et Móstoles sans passer par la ville-centre.

### Stations
|  |   |  | Station                     | Zone | Communes    | Correspondances             |
|  | - |  | --------------------------- | ---- | ----------- | --------------------------- |
|  | • |  | Puerta del Sur              |      | Alcorcón    | Ligne 10 du métro de Madrid |
|  | • |  | San Nicasio                 |      | Leganés     |                             |
|  | • |  | Leganés Central             |      | Leganés     |                             |
|  | • |  | Hospital Severo Ochoa       |      | Leganés     |                             |
|  | • |  | Casa del Reloj              |      | Leganés     |                             |
|  | • |  | Julián Besteiro             |      | Leganés     |                             |
|  | • |  | El Carrascal                |      | Leganés     |                             |
|  | • |  | El Bercial                  |      | Getafe      |                             |
|  | • |  | Los Espartales              |      | Getafe      |                             |
|  | • |  | El Casar                    |      | Getafe      | Ligne 3 du métro de Madrid  |
|  | • |  | Juan de la Cierva           |      | Getafe      |                             |
|  | • |  | Getafe Central              |      | Getafe      |                             |
|  | • |  | Alonso de Mendoza           |      | Getafe      |                             |
|  | • |  | Conservatorio               |      | Getafe      |                             |
|  | • |  | Arroyo Culebro              |      | Getafe      |                             |
|  | • |  | Parque de los Estados       |      | Fuenlabrada |                             |
|  | • |  | Fuenlabrada Central         |      | Fuenlabrada |                             |
|  | • |  | Parque Europa               |      | Fuenlabrada |                             |
|  | • |  | Hospital de Fuenlabrada     |      | Fuenlabrada |                             |
|  | • |  | Loranca                     |      | Fuenlabrada |                             |
|  | • |  | Manuela Malasaña            |      | Móstoles    |                             |
|  | • |  | Hospital de Móstoles        |      | Móstoles    |                             |
|  | • |  | Pradillo                    |      | Móstoles    |                             |
|  | • |  | Móstoles Central            |      | Móstoles    |                             |
|  | • |  | Universidad Rey Juan Carlos |      | Móstoles    |                             |
|  | • |  | Parque Oeste                |      | Alcorcón    |                             |
|  | • |  | Alcorcón Central            |      | Alcorcón    |                             |
|  | • |  | Parque Lisboa               |      | Alcorcón    |                             |

## Exploitation

### Matériel roulant
La ligne est servie par des trains de la série 8000 et de la série 9000.

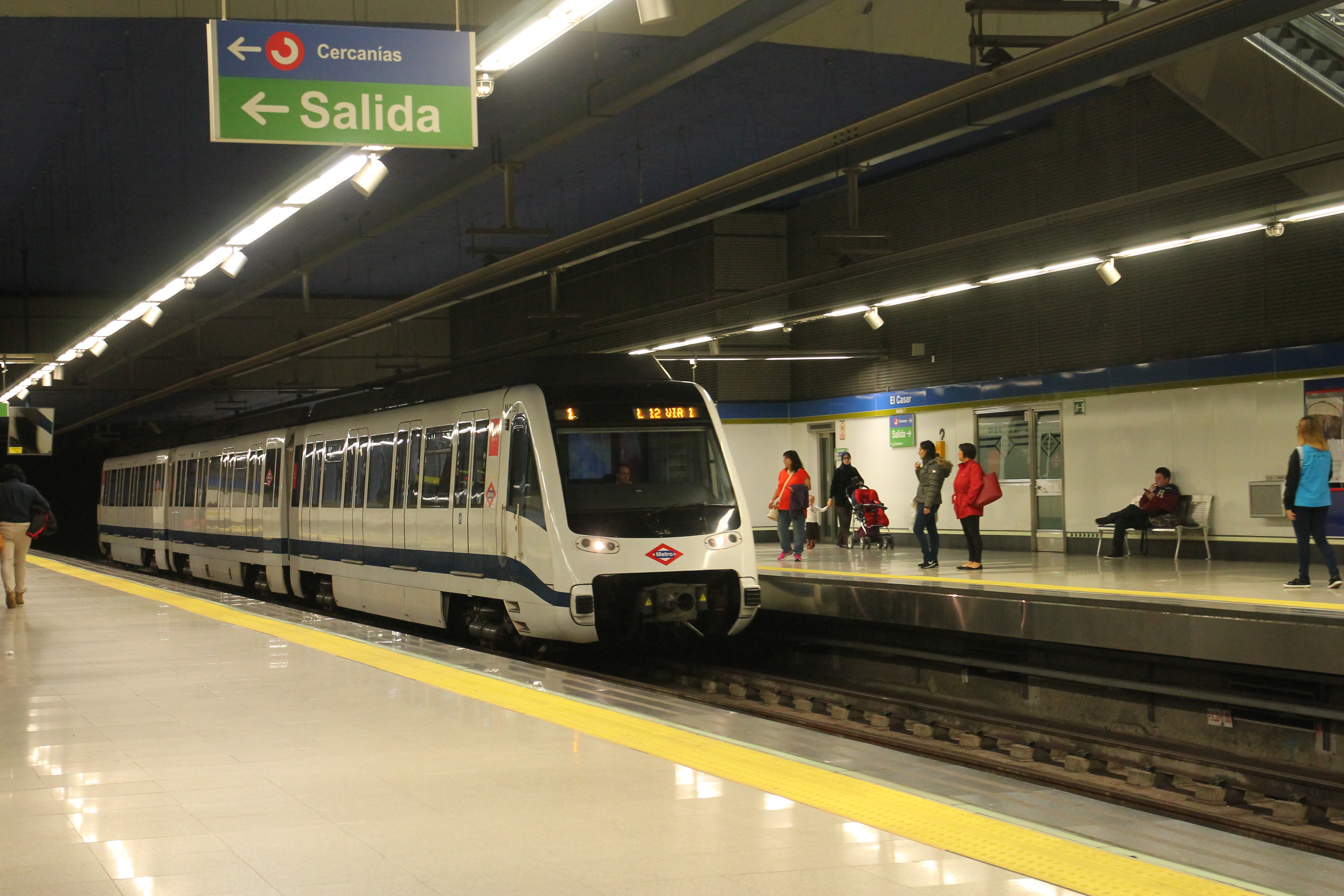
Un train série 8000 à El Casar.